# Alupka
Alupka (em ucraniano e russo: Алýпка; em tártaro da Crimeia:  Alupka; em grego:  Ἀλώπηξ, Alòpex) é uma cidade da Crimeia. Tem 4 km² de área e sua população em 2014 foi estimada em 7.771 habitantes.